# Manuel Inocêncio Sousa
Manuel Inocêncio Sousa (ur. 22 czerwca 1951 w Mindelo), polityk Republiki Zielonego Przylądka, minister spraw zagranicznych w latach 2001-2002. Minister infrastruktury, transportu i komunikacji od 2002. Kandydat w wyborach prezydenckich w 2011. 

## Życiorys
Manuel Inocêncio Sousa urodził się w mieście Mindelo na wyspie São Vicente. Ukończył studia licencjackie w zakresie inżynierii cywilnej oraz studia magisterskie w zakresie inżynierii sanitarnej. 
W 1988 został członkiem Komisji Politycznej rządzącej wówczas Afrykańskiej Partii Niepodległości Zielonego Przylądka (Partido Africano da Independência de Cabo Verde, PAICV). W latach 1991–2001 pełnił z jej ramienia mandat deputowanego do Zgromadzenia Narodowego. 
Po objęciu władzy przez premiera José Marię Nevesa w 2001 został mianowany ministrem spraw zagranicznych. Urząd ten zajmował do 2002, kiedy objął stanowisko ministra infrastruktury, transportu i komunikacji. 
12 marca 2011, w partyjnych prawyborach, został wybrany kandydatem PAICV na urząd prezydenta w wyborach prezydenckich zaplanowanych na sierpień 2011. Urzędujący prezydent Pedro Pires z PAICV nie mógł ubiegać się już o reelekcję. Jego głównym rywalem był Jorge Carlos Fonseca z opozycyjnego MpD oraz kandydat niezależny, Aristides Lima. W pierwszej turze wyborów 7 sierpnia 2011 zajął drugie miejsce, z wynikiem 32,47% głosów, przegrywając z Fonsecą (37,76%) oraz pokonując Limę (27,80%). W drugiej turze wyborów 21 sierpnia 2011 przegrał z Fonsecą, uzyskawszy 45,84% głosów poparcia.